# Poshtova ploscha (métro de Kiev)
Poshtova ploscha (ukrainien : Поштова площа) est une station de la ligne Obolonsko-Teremkivska (M2) du métro de Kiev. Elle est située dans le raïon de Podil de la ville de Kiev en Ukraine.
Mise en service en 1976, elle est desservie par les rames de la ligne M2. Le service est arrêté ou perturbé depuis l'invasion de l'Ukraine par la Russie en 2022.

## Situation sur le réseau
Établie en souterrain, la station Poshtova ploscha, est une station, de passage, de la Ligne Obolonsko-Teremkivska (M2) du métro de Kiev. Elle est située, entre la station Kontraktova ploscha, en direction du terminus nord Heroïv Dnipra, et la station Maïdan Nezajelnosti, en direction du terminus sud, Teremky.
Elle dispose d'un quai central encadré par les deux voies de la ligne.

## Histoire
La station, Poshtova ploscha, est mise en service le 17 décembre 1976, lors de l'ouverture à l'exploitation de la première section de la ligne. Elle est réalisée par les architectes AT. Bogdanovsky, I. Maslenkov, et T. Tselikovskaya.

## Services aux voyageurs

### Desserte
Poshtova ploscha, est desservie par les rames de la ligne Obolonsko-Teremkivska (M2).

Installations et desserte
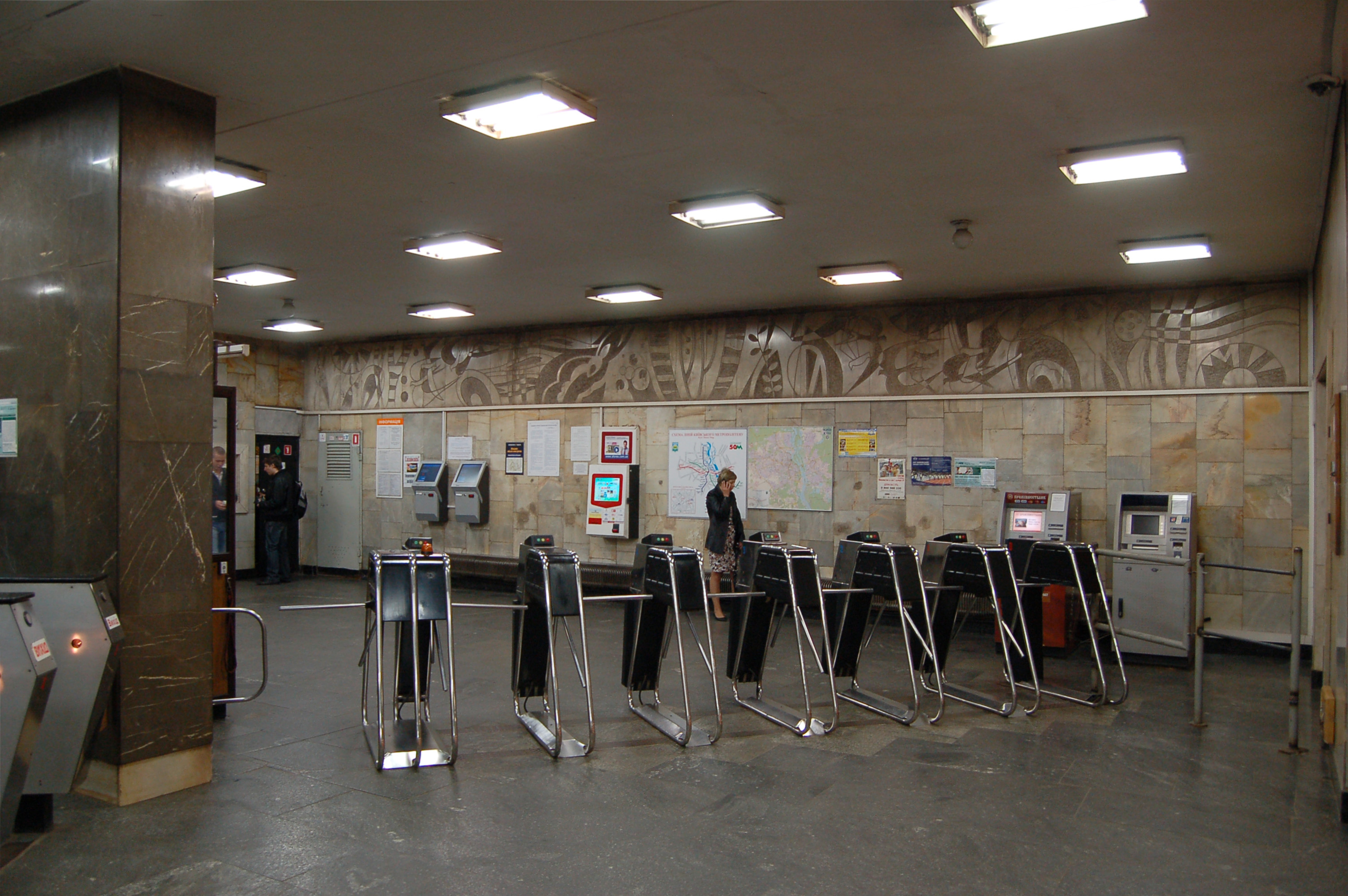
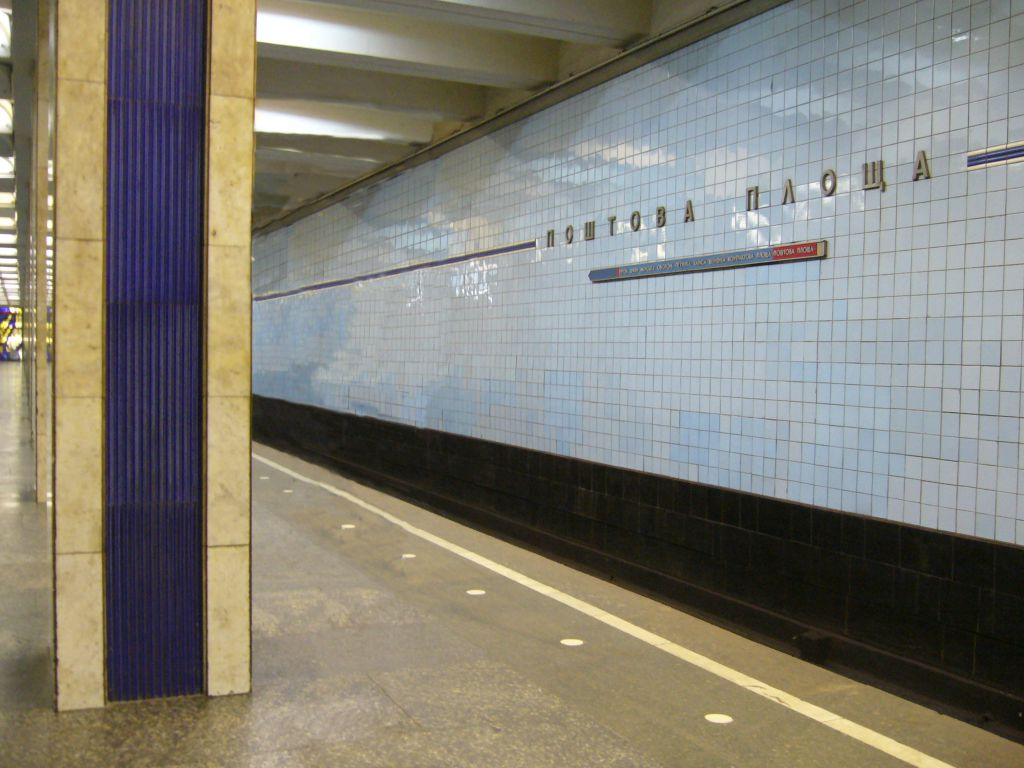
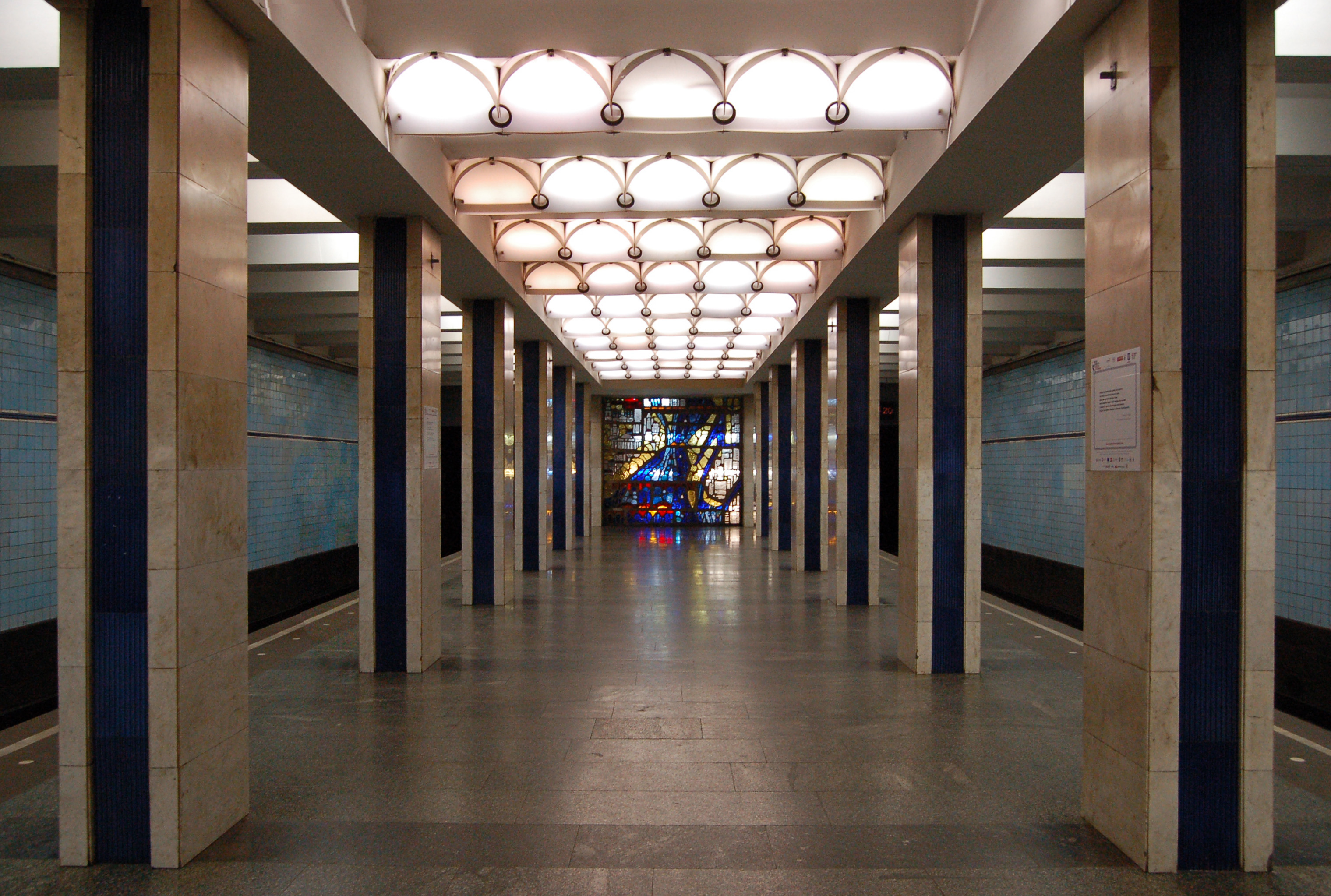

### Intermodalité
La station de métro se trouve place de la poste et est reliée à la Halte fluviale de Kyiv.